# Municipio de Olive (condado de Elkhart)
El municipio de Olive (en inglés: Olive Township) es un municipio ubicado en el condado de Elkhart en el estado estadounidense de Indiana. En el año 2010 tenía una población de 3068 habitantes y una densidad poblacional de 65,25 personas por km².

## Geografía
El municipio de Olive se encuentra ubicado en las coordenadas 41°34′20″N 86°1′56″O / 41.57222, -86.03222. Según la Oficina del Censo de los Estados Unidos, el municipio tiene una superficie total de 47.02 km², de la cual 46,82 km² corresponden a tierra firme y (0,42 %) 0,2 km² es agua.

## Demografía
Según el censo de 2010, había 3068 personas residiendo en el municipio de Olive. La densidad de población era de 65,25 hab./km². De los 3068 habitantes, el municipio de Olive estaba compuesto por el 96,51 % blancos, el 0,59 % eran afroamericanos, el 0,07 % eran amerindios, el 0,85 % eran asiáticos, el 0,91 % eran de otras razas y el 1,08 % eran de una mezcla de razas. Del total de la población el 2,02 % eran hispanos o latinos de cualquier raza.